# 1.ª Brigada Expedicionaria de Marines
La 1.ª Brigada Expedicionaria de Marines (en inglés: 1st Marine Expeditionary Brigade, 1 MEB) es una unidad de la I Fuerza Expedicionaria de Marines y es la fuerza de respuesta a crisis de "peso medio" elegida para las áreas de operaciones del Comando Europeo y del Comando Sur. Es capaz de operar en forma independiente, como un componente del servicio, o de liderar una fuerza de tareas conjunta.

## Organización
- Elemento de Mando - provisto a partir del personal de la MEF de la que depende con el segundo comandante del MEF como el comandante de la MEB.
- Elemento Terrestre de Combate - organizado alrededor de un regimiento de infantería.
- Elemento Aéreo de Combate - consistente de un grupo de aviación compuesto de la Infantería de Marina capaz de llevar a cabo las seis funciones de la aviación de la infantería de marina incluyendo el apoyo aéreo ofensivo, apoyo al asalto, guerra electrónica, control de aviones y misiles, defensa antiaérea y reconocimiento aéreo.
- Elemento Logístico de Combate - compuesto por un batallón de logística de combate, que puede dar apoyo a aproximadamente 30 000 infantes de marina y marineros.